# Liste der Stolpersteine in Büderich

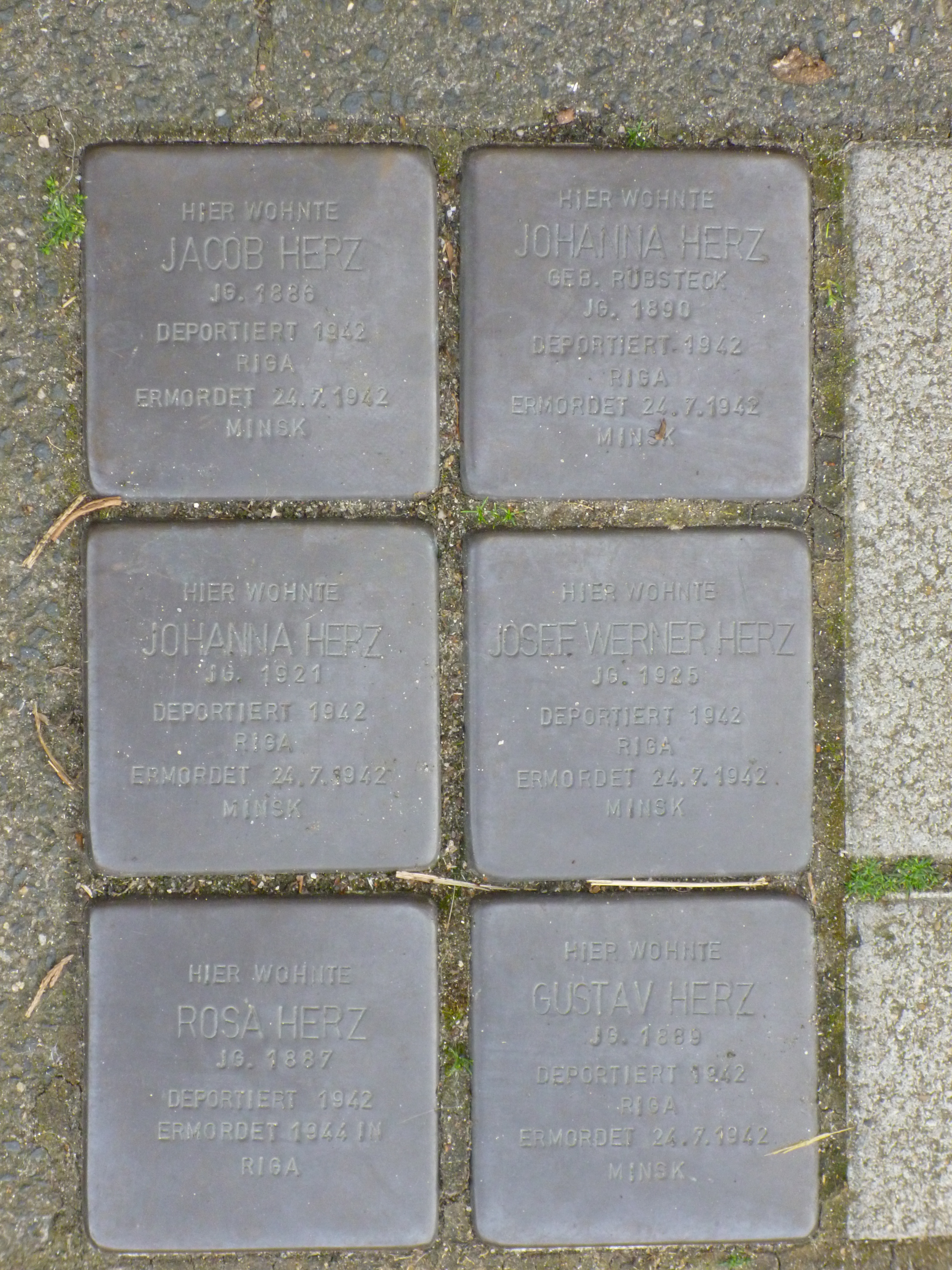
Stolpersteine zum Gedenken an die Familie Herz

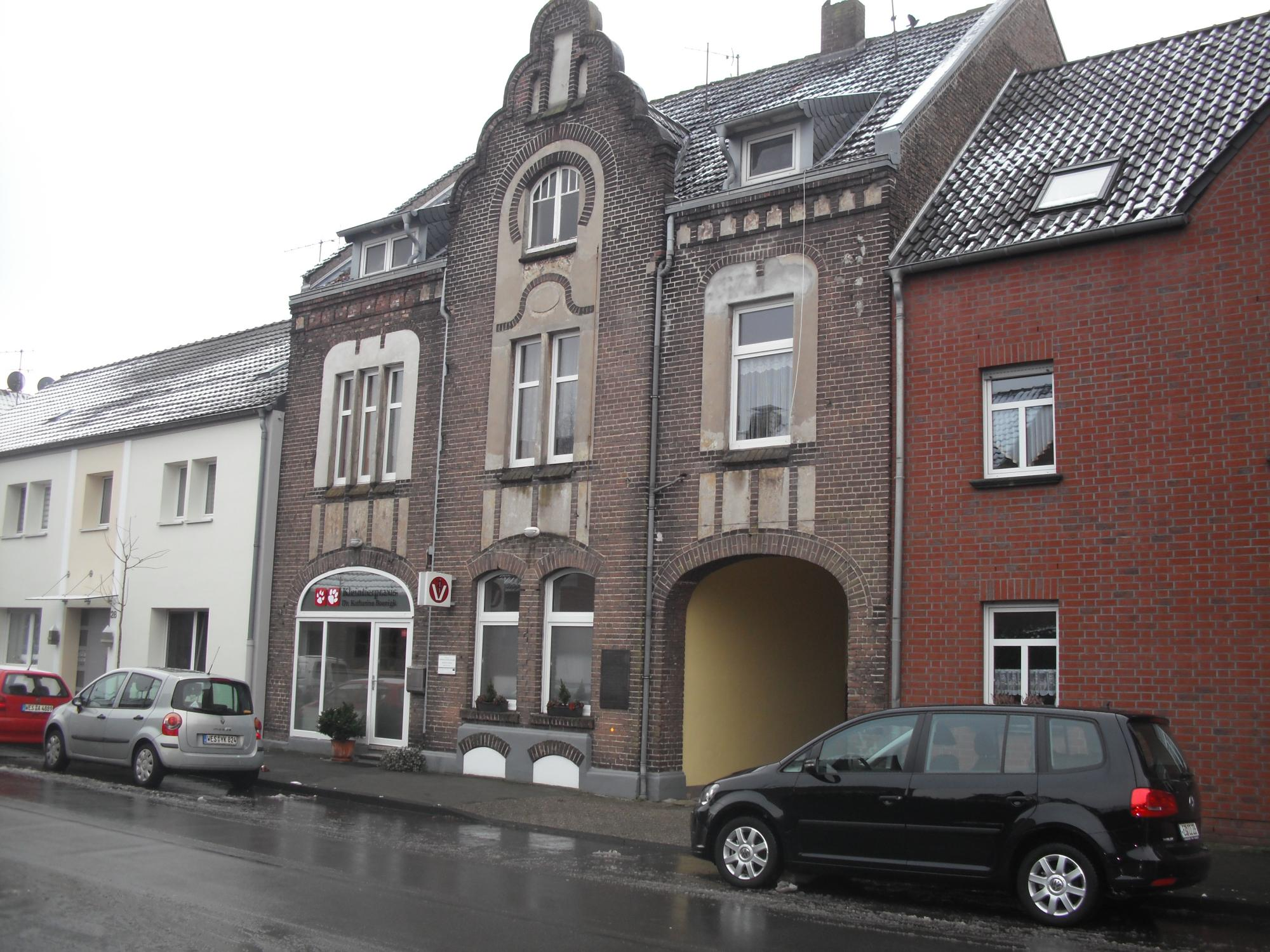
Damaliges Wohnhaus der Familie Herz

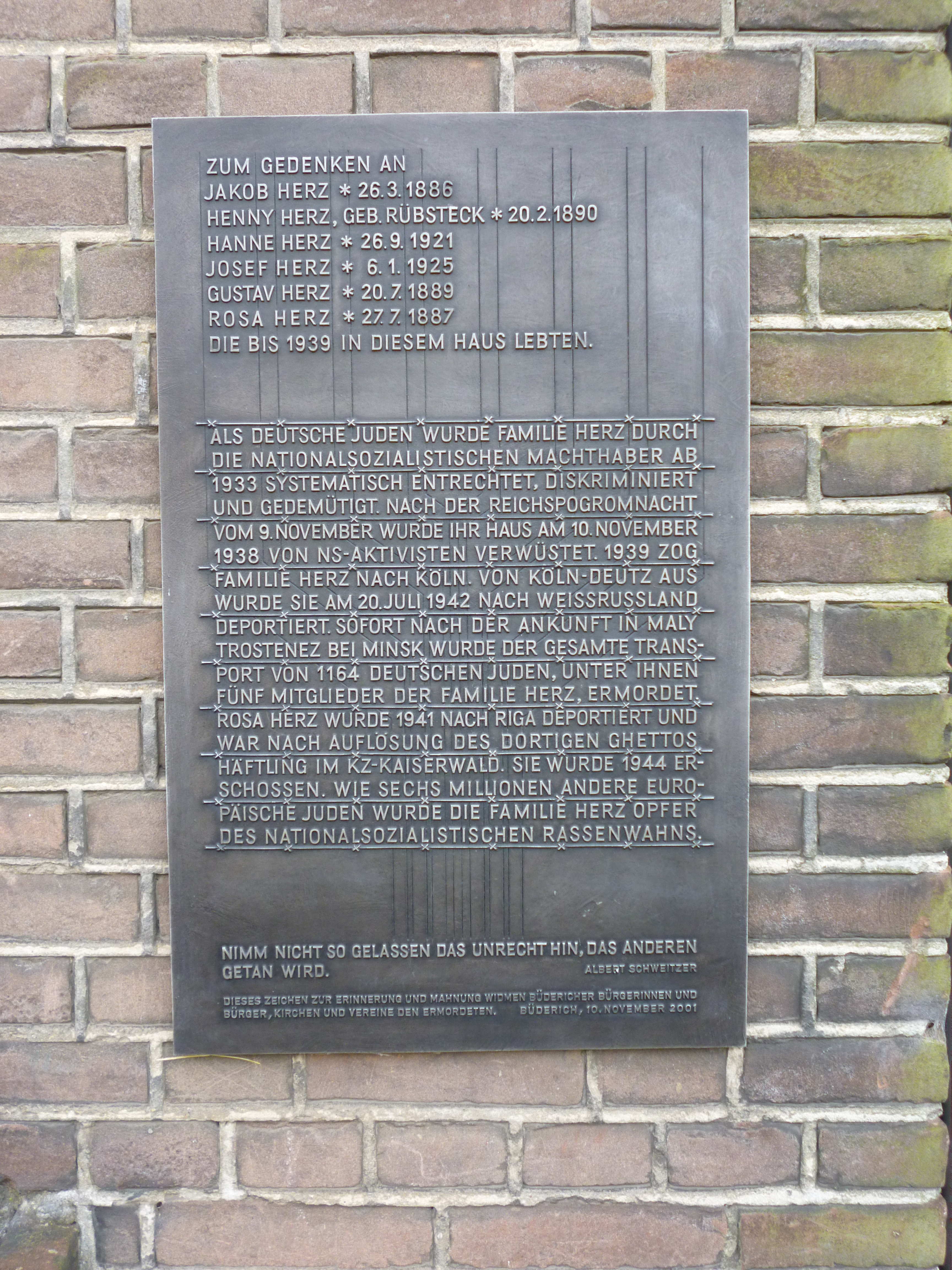
Gedenktafel am Wohnhaus

Die Liste der Stolpersteine in Büderich enthält Stolpersteine, die im Rahmen des gleichnamigen Kunst-Projekts von Gunter Demnig in Büderich verlegt wurden. Mit ihnen soll Opfern des Nationalsozialismus gedacht werden, die in Büderich lebten und wirkten.

## Liste der Stolpersteine
| Nr. | Person            | Adresse           | Daten                                                                                      | Bild                                                              | weitere Informationen |
| --- | ----------------- | ----------------- | ------------------------------------------------------------------------------------------ | ----------------------------------------------------------------- | --------------------- |
| 1   | Herz Jacob        | Brauerstraße 26 ⊙ | * 26. März 1886 1942 deportiert nach Riga 24. Juli 1942 ermordet in Minsk                  | Stolperstein Büderich Brauerstraße 26 Jacob Herz                  | [ 1 ]                 |
| 2   | Herz Johanna      | Brauerstraße 26 ⊙ | geb. Rübsteck * 20. Februar 1890 1942 deportiert nach Riga 24. Juli 1942 ermordet in Minsk | Stolperstein Büderich Brauerstraße 26 Johanna Herz. geb. Rübsteck | [ 1 ]                 |
| 3   | Herz Johanna      | Brauerstraße 26 ⊙ | * 26. September 1921 1942 deportiert nach Riga 24. Juli 1942 ermordet in Minsk             | Stolperstein Büderich Brauerstraße 26 Johanna Herz                | [ 1 ]                 |
| 4   | Herz Josef Werner | Brauerstraße 26 ⊙ | * 6. Januar 1925 1942 deportiert nach Riga 24. Juli 1942 ermordet in Minsk                 | Stolperstein Büderich Brauerstraße 26 Josef Werner Herz           | [ 1 ]                 |
| 5   | Herz Rosa         | Brauerstraße 26 ⊙ | * 27. Juli 1887 1942 deportiert nach Riga 1944 ermordet in Riga                            | Stolperstein Büderich Brauerstraße 26 Rosa Herz                   | [ 1 ]                 |
| 6   | Herz Gustav       | Brauerstraße 26 ⊙ | * 20. Juli 1889 1942 deportiert nach Riga 24. Juli 1942 ermordet in Minsk                  | Stolperstein Büderich Brauerstraße 26 Gustav Herz                 | [ 1 ]                 |